# Cerkiew św. Michała Archanioła w Regietowie
Cerkiew pod wezwaniem św. Michała Archanioła – prawosławna cerkiew filialna w Regietowie. Należy do parafii Narodzenia św. Jana Chrzciciela w Gładyszowie, w dekanacie Gorlice diecezji przemysko-gorlickiej Polskiego Autokefalicznego Kościoła Prawosławnego.

## Historia
Wspólnota prawosławna w Regietowie (ówczesnym Regetowie Niżnym) wyodrębniła się w 1930 z miejscowej parafii greckokatolickiej (w czasach tzw. schizmy tylawskiej). Świątynię prawosławną urządzono w przydrożnej kapliczce, do której dobudowano przedsionek i prezbiterium. Powstała w ten sposób cerkiew funkcjonowała do 1947 (tj. do wysiedlenia ludności łemkowskiej w ramach akcji „Wisła”). W 1957 odzyskana przez prawosławnych, służyła wiernym jeszcze przez ponad 50 lat. Wskutek znacznie pogarszającego się stanu technicznego cerkwi, spowodowanego zarówno złą jakością materiałów budowlanych, jak i niekorzystną lokalizacją (podatność na podtopienia), a także ze względu na zbyt małą powierzchnię obiektu, postanowiono zbudować we wsi nową świątynię.
Budowę nowej cerkwi rozpoczęto w październiku 2008; bryła świątyni była gotowa w 2012. Cerkiew została poświęcona 5 sierpnia 2012 przez metropolitę warszawskiego i całej Polski Sawę, arcybiskupów przemyskiego i nowosądeckiego Adama, lubelskiego i chełmskiego Abla, biskupa gorlickiego Paisjusza oraz arcybiskupa białocerkiewskiego i bogusławskiego Augustyna (Ukraiński Kościół Prawosławny Patriarchatu Moskiewskiego).

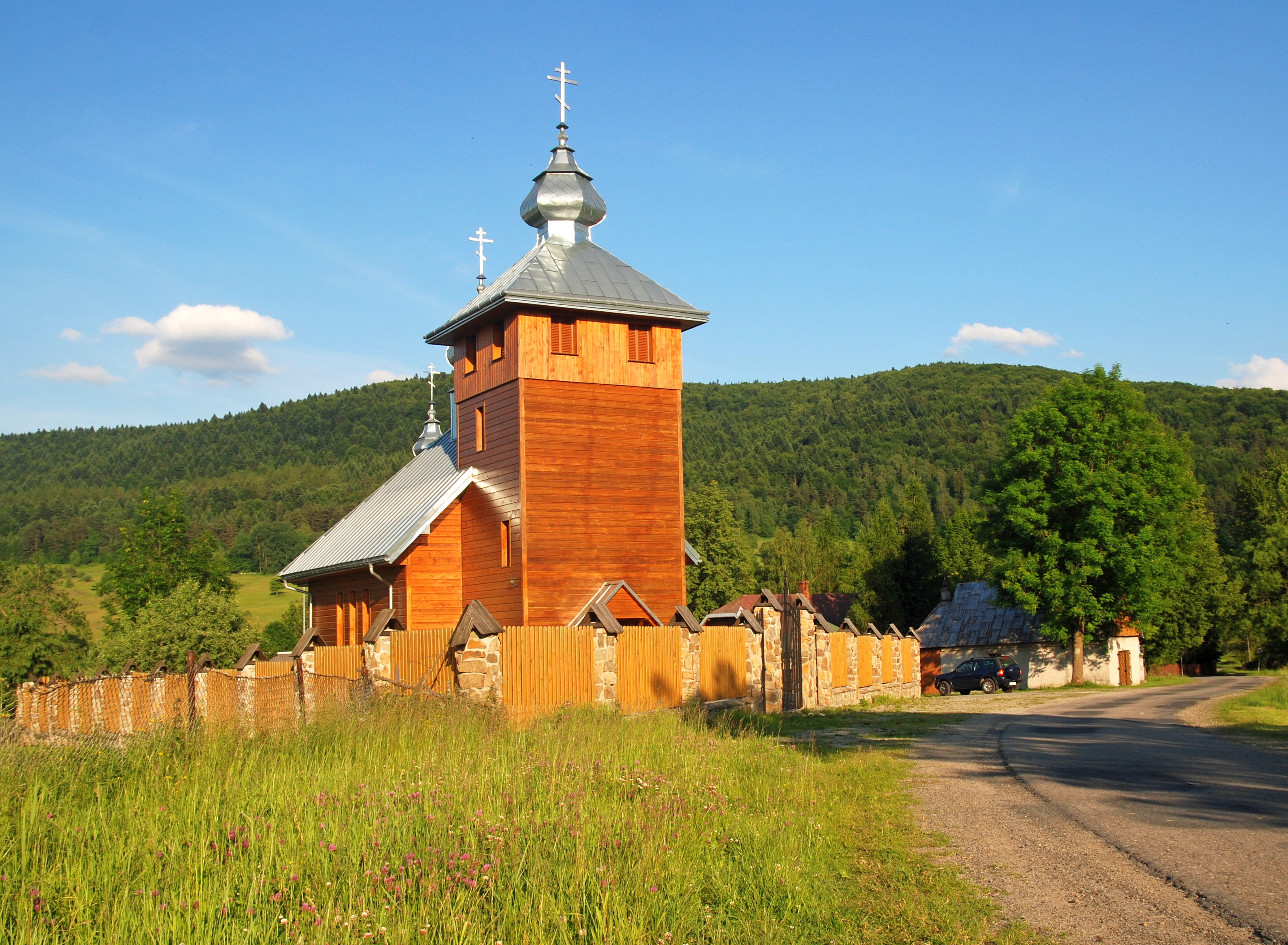
Elewacja frontowa
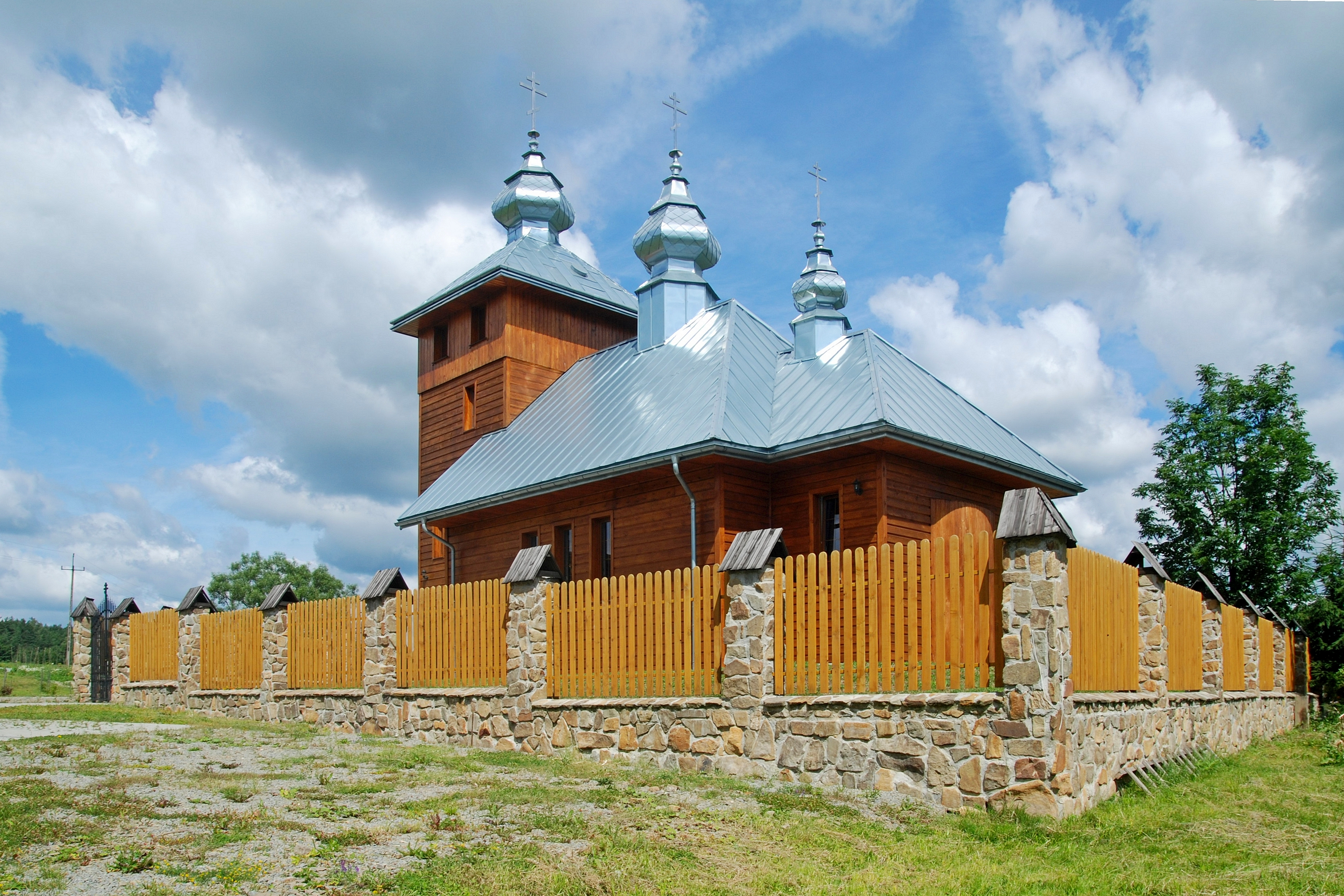
Widok od strony prezbiterium
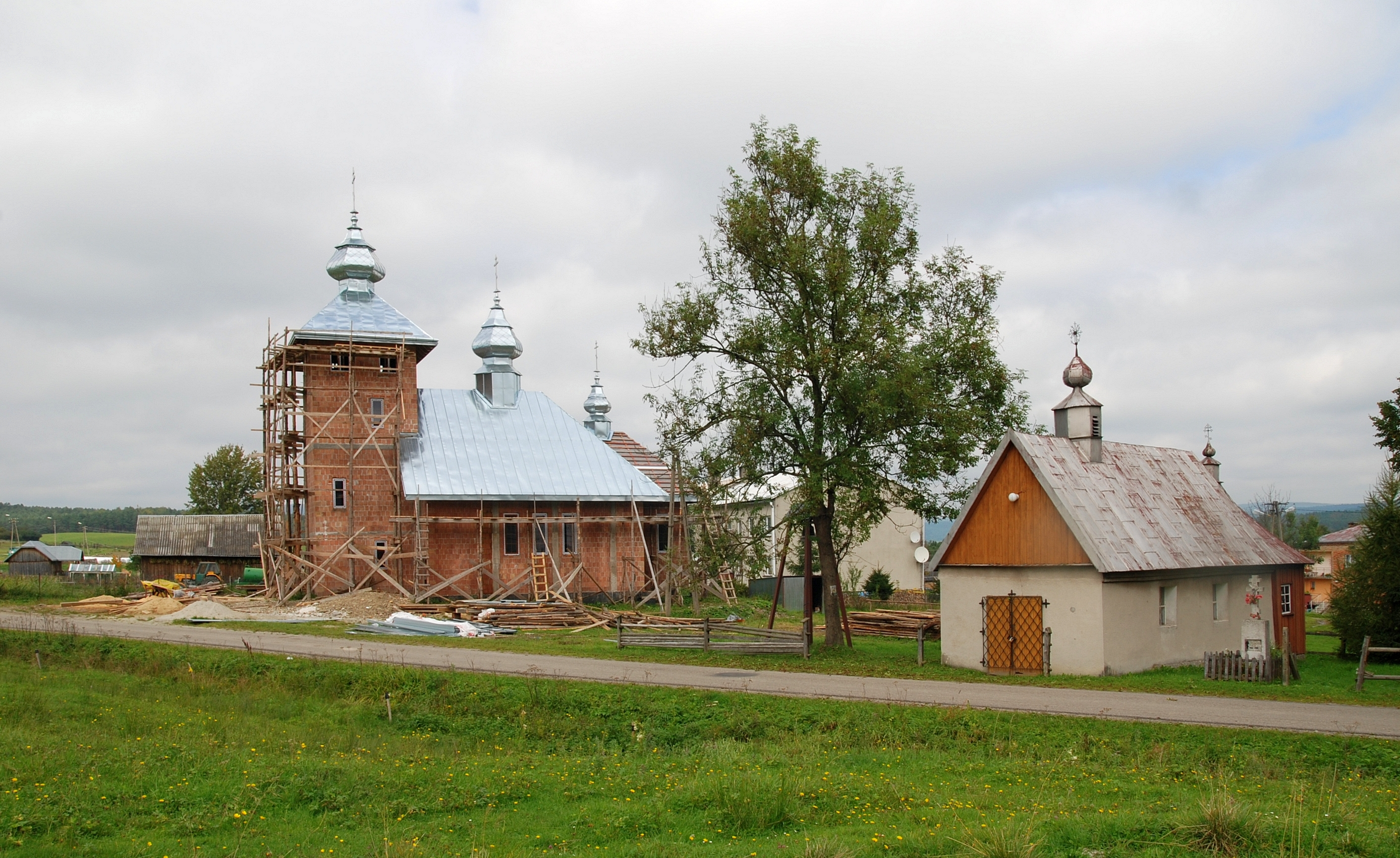
W czasie budowy (2010)

## Architektura
Cerkiew – zaprojektowana przez Andrzeja Tokajuka – wzorowana jest architektonicznie na dawnej świątyni greckokatolickiej, która do lat 50. XX w. znajdowała się w Regietowie, a następnie została rozebrana i przewieziona do Żółkiewki, gdzie po rekonstrukcji (i znacznej przebudowie) służy parafii polskokatolickiej. Nowa cerkiew ma jednak mniejsze rozmiary, ponadto – w przeciwieństwie do pierwowzoru – jest budowlą murowaną, oszalowaną z zewnątrz drewnianymi deskami. Wnętrze ozdabiają polichromie wykonane przez Gabrielę Janik, absolwentkę Akademii Sztuk Pięknych w Krakowie. Świątynia posiada jeden ołtarz.